# 馬克西米利安·卡爾 (圖恩和塔克西斯)
馬克西米利安·卡爾（德語：Maximilian Karl，1802年11月3日—1871年11月10日），圖恩和塔克西斯親王，1827年至1871年在位。

## 家庭
1828年，馬克西米利安·卡爾和德恩貝格的威廉明妮結婚，兩人共有3子1女：
1. 特蕾莎·瑪蒂爾德（1830年—1883年）
2. 馬克西米利安·安東（1831年—1867年）
3. 埃貢·馬克西米利安（德语：Egon Maximilian von Thurn und Taxis）（1832年—1892年）
4. 特奧多爾·格奧爾格（1834年—1876年）

威廉明妮於1835年去世。1839年，馬克西米利安·卡爾和厄廷根-史匹柏的瑪蒂爾德·索菲結婚，兩人共有9子2女：
1. 奧托（1840年—1876年）
2. 格奧爾格（1841年—1874年）
3. 保羅（英语：Prince Paul of Thurn and Taxis）（1843年—1879年）
4. 阿瑪莉埃（1844年—1867年）
5. 于格（1845年—1873年）
6. 古斯塔夫（英语：Prince Gustav of Thurn and Taxis (1848–1914)）（1848年—1914年）
7. 阿道夫（1850年—1890年）
8. 法蘭茲（1852年—1897年）
9. 尼庫勞斯（1853年—1874年）
10. 阿爾弗雷德（1856年—1886年）
11. 瑪麗·格奧爾金（1857年—1909年）